# Casino del Real Melilla Club de Fútbol
El Casino del Real Melilla C.F. fue un equipo de fútbol de la ciudad autónoma de Melilla.
Su origen proviene de la Sociedad Cultural y Recreativa Casino del Real Club de Fútbol, la cual se fundó en el año 1917. El club jugaba como local en el Estadio La Espiguera.
En junio de 2012 se convirtió en el nuevo filial de la U.D. Melilla, equipo que se encontraba participando durante esa temporada en la Segunda División B, y varios jugadores del equipo tuvieron minutos con el primer equipo. Ese mismo año, el equipo decidió cambiar su nombre al de Casino del Real Melilla C.F. ya que su directiva quería dar más protagonismo al nombre de la ciudad.
En junio de 2013, tras una asamblea de socios de la U.D. Melilla se aprobó la propuesta de fusión del Casino del Real Melilla C.F. con el de la U.D. Melilla, lo que conllevó a la desaparición del club. Esta medida fue aprobada por una amplia mayoría: solo se registró una abstención. El equipo, que en la siguiente temporada, la 2013/14, participaría en el Grupo IX de la Tercera División, pasó a denominarse U.D. Melilla B.

## Últimas Temporadas del club
| Temporada | Categoría        | Posición | Copa del Rey |
| --------- | ---------------- | -------- | ------------ |
| 2007/08   | Regional         | 1º       |              |
| 2008/09   | Tercera División | 20º      |              |
| 2009/10   | Regional         | 1º       |              |
| 2010/11   | Tercera División | 17º      |              |
| 2011/12   | Tercera División | 11º      |              |
| 2012/13   | Tercera División | 12º      |              |

En la temporada 2011-12 conseguía su máxima clasificación en la tabla clasificatoria, el undécimo puesto, con Fernando Aznar al frente del banquillo. Hubo un par de jornadas en los que el equipo estuvo metido en playoff pero en el último tramo de liga le fue peor, hasta llegar al undécimo puesto.